# No Panic – Gute Geiseln sind selten
No Panic – Gute Geiseln sind selten (Originaltitel: The Ref) ist eine US-amerikanische Kriminalkomödie aus dem Jahr 1994. Regie führte Ted Demme, das Drehbuch schrieben Richard LaGravenese und Marie Weiss.

## Handlung
Caroline Chasseur ist mit Lloyd verheiratet und hat einen Sohn, Jessie. Sie ist frustriert und hat eine Affäre. Die Eheleute streiten deswegen zu Weihnachten. Währenddessen raubt Gus ein Haus aus. Er löst den Alarm aus, flieht und gelangt ins Haus der Chasseurs, die er als Geiseln nimmt. Die Eheleute streiten weiter.
Jessie kehrt heim und versucht vergeblich, seine gefesselten Eltern zu befreien. Lloyds Familie kommt zu Besuch, worauf Gus sich als Geiselnehmer überfordert fühlt. Er versucht, den Streit zwischen Lloyd und Caroline zu schlichten. Weitere Besucher sind der Leiter der Militärakademie, der Jessie besucht, sowie ein Nachbar.
Am Ende versöhnen sich Caroline und Lloyd wieder. Jessie bringt Gus auf Schleichwegen in Sicherheit, während seine Eltern die Polizei ablenken.

## Kritiken
Roger Ebert schrieb in der Chicago Sun-Times vom 11. März 1994, ein Film wie dieser sei nur so gut wie die Darstellungen und das Drehbuch – in diesem Fall seien beide „gekonnt“. Denis Leary, der als Comedian manchmal übertreibe, schaffe einen unterhaltsamen Charakter. Judy Davis und Kevin Spacey würden beide über natürliche verbale Stärken verfügen („both naturally verbal“); sie würden in diesem Film einen Kontrapunkt entwickeln, welcher herausragend wirke.

„Eine Komödie, die auf Tempo und teils gelungene Situationskomik setzt. Ihr gelingt aber kein rechter Spannungsbogen, und den Dialogen fehlt der geschliffene Witz. Zudem werden die Figuren durch Überzeichnung zu bloßen Karikaturen.“

## Auszeichnungen
Der Film wurde im Jahr 1994 für den Preis Artios der Casting Society of America nominiert. Judy Davis gewann 1995 den Chlotrudis Award.

## Hintergründe
Der Film wurde in Toronto und in einigen anderen Orten in Ontario gedreht. Seine Produktionskosten betrugen schätzungsweise 11 Millionen US-Dollar. Der Film spielte in den Kinos der USA ca. 11,4 Millionen US-Dollar ein.